# 国際収支統計
国際収支統計（こくさいしゅうしとうけい、英: balance of payments）とは、一定期間における国やそれに準ずる地域の対外経済取引（財とサービスおよび所得の取引・対外資産負債残高の増減に関する取引・移転取引）の統計である。国際収支統計は、世界のほとんどの国や地域において、国際連合の国際通貨基金（IMF）が策定した国際収支マニュアル（Balance of Payments and International Investment Position Manual; BPM）にのっとって作成されており、各国の状況を比較できる。
日本においては、同統計は、2013年までは1993年公表の第5版(BPM5)に準拠していたが、2014年より2008年公表の第6版(BPM6)に準拠しており、財務省国際局為替市場課および日本銀行国際局国際収支課によって作成される。

## 定義と基本原則
国際収支は、損益方式ではなく収支方式で計上される。企業会計に置き換えると、損益計算書ではなく、キャッシュ・フロー計算書に類似した記述方法が採られている。簿記で一般的な損益会計とは異なり収支会計であるために、貸方が左に借方が右に記載されることが特徴であるが、これはキャッシュフロー計算書の作成方法と同様と言える。
同統計では簿記と同様の複式簿記方式が採用されている。
すなわち、取引が記録される際は必ず貸方と借方に同額が計上される。統計上は、貸方をプラスとして、借方をマイナスとして、それぞれ表現される。
簿記の場合は借方に資産の増加・負債の減少・経費の支出、貸方に負債の増加・資産の減少・収入の受取を計上するが、国際収支の場合にもこれに類する計上方法が採られている。
国際収支統計は財務諸表でいうところの損益計算書ではないので、経常収支赤字は「損失」を出していることを意味するものではない。つまり、国際収支は損益勘定という概念とは相容れず、黒字(赤字)とは過剰(過少)の意味でしかない。

## 国際収支マニュアル
各国は順次BPM5方式からBPM6方式へ移行している。

### BPM6
BPM6準拠の方式では、大まかに経常収支（current account）・資本移転等収支（capital account）・金融収支（financial account）の3つに分けられ、次の恒等式で書き表せる。資本移転等収支とは、対価の受領を伴わない固定資産の提供、債務免除のほか、非生産・非金融資産の取得処分等のことである。
```
経常収支 + 資本移転等収支 + 誤差脱漏 ＝ 金融収支
```

経常収支は以下のように分解される。第一次所得収支（primary income）とは、対外金融債権・債務から生じる利子・配当金等のことであり、直接投資収益・証券投資収益・その他投資収益などから構成される。第二次所得収支（secondary income）とは、 居住者と非居住者との間の対価を伴わない資産の提供（官民の無償資金協力、寄付、贈与）のことである。
```
経常収支 ＝ 貿易・サービス収支 + 第一次所得収支 + 第二次所得収支
貿易・サービス収支 ＝ 貿易収支 + サービス収支
貿易収支 ＝ 輸出 - 輸入

```

第一次所得収支は以下のように分解される。直接投資収益（direct investment）とは、親会社と子会社との間の配当金・利子等のこと。証券投資収益（portfolio investment）とは、株式配当金及び債券利子のこと。その他投資収益（other investment）とは、貸付・借入、預金等に係る利子のこと。
```
第一次所得収支 ＝ 雇用者報酬 + 投資収益 + その他第一次所得
投資収益 ＝ 直接投資収益 + 証券投資収益 + その他投資収益

```

金融収支は以下のように分解される。
```
金融収支 ＝ 直接投資 + 証券投資 + 金融派生商品 + その他投資 + 外貨準備
```

#### BPM5からの変更点
- 主要項目の組み替え
  - 投資収支と外貨準備増減が金融収支として統合された。
  - 資本収支の内のその他資本収支が、資本移転等収支として、経常収支や金融収支と並ぶ大項目となった。
  - 所得収支は第一次所得収支に、経常移転収支は第二次所得収支に名称変更された。
  - 貿易収支として取り扱われていた「財の加工」や「財の修理」は、所有権が移転するものではないとの考え方から、サービス収支として取り扱われることになった。
  - サービス収支として取り扱われていた「仲介貿易」は貿易収支として取り扱われることになった。
- 表記方法の変更
  - 金融収支では、資産・負債の増加は正に、資産・負債の減少は負に計上することになった。
    - 例えば、外国企業による日本への直接投資は従来とおりに正となるが、日本企業による海外への直接投資についても負ではなく正となる。

  - 金融収支の一項目となった外貨準備増減についても、正・負の表記が従来とは逆になった。これに伴って、金融収支全体の合計値の算出方法は、「資産 + 負債」から「資産 - 負債」となる。

## 経済学の見解
資源を輸入するために輸出で外貨を獲得しなければならないという考え方は、固定相場制下で国際資本移動が厳しく制限されていたニクソン・ショック以前の時代には正しかったが、変動相場制下では当てはまらない。
経済厚生(実質消費水準)は一人当たりの生産性で決まり、貿易収支の黒字・赤字はそれと関係がないという見解がある。これによれば、自国の経済に重要なのは、輸出ではなく、交易条件である。そして、経済厚生の生活水準は輸出部門ではなく国内部門の生産性によって決まる。

### 経済成長
純輸出が増える場合はGDPの拡大要因となり、純輸出が減る場合はGDP拡大の抑制要因となる。ただし、これはあくまで生産側の視点であり、逆に需要側から見れば、輸出は国内で利用できるものの海外流出であって、輸入は国内で消費されるものが海外から入ってくるという意味で良い面がある。
なお、自国の純輸出が赤字の場合は、それと同額を外国からの輸入(外国のGDP)で賄ったという意味であり、自国のGDPにマイナス値として算入される訳ではない。
貿易収支や経常収支の黒字は輸出のほうが輸入より多いということを示している。同収支の継続的な赤字は、経済成長の足枷とは関係がなく、景気が良くなると輸入は増えるので、貿易赤字になるのは健全ですらある。
貿易赤字が減れば職が増えるかもしれないが、長い目で見れば貿易赤字と失業率はほとんど関係がない。ただし、貿易収支赤字(外国の貯蓄を利用して経済成長を図る方法)にはコストがある。
外国からの資本を借り入れた個々の経済主体が、将来的に利益を挙げて、借りた通貨建てで返済しなければならない。それは借入れで行われた投資でGDPが拡大することによって初めて成り立つ。
ゆえに、国内外問わず、個々の経済主体が行った資本取引には返済不能になるものもある。例えば、外国からの借り入れによる経済成長に失敗した例として、1970年代末から1980年代初頭にかけての南米諸国の累積債務問題がある。
貿易収支黒字の増加は景気にとってプラスとなるが、貿易と経済を考える際には、様々な視点で見ていく必要があり、必ずしも輸出が輸入を上回っていなければならないということではない。
また、経常収支の動きは、経済変数(財政収支や経済成長率等)とは基本的に無関係であり、経常収支の赤字が直接的に恐慌には結び付かない。

### 三面等価の原則と貯蓄投資バランス
一国経済全体が経済活動を通じて稼いだ所得は、投資や消費に使われた余剰分の資金(資本)は結果的に国外へと流れるという原理(貯蓄投資バランス)がある。
国内総生産(GDP)の定義によると、経常収支{\displaystyle B_{c}}は、次の均衡式で書き表せる。
{\displaystyle B_{c}=Y-(C+I)}
但し、{\displaystyle Y}は国内総生産を、{\displaystyle C}は消費を、{\displaystyle I}は投資を、それぞれ表す。
この式は、国内における内需({\displaystyle C+I})が、国民総生産({\displaystyle Y})を超える場合は、右辺は負になると共に左辺(経常収支)も赤字となり、その逆の場合(内需が国内総生産を下回る場合)は経常収支は黒字となる、ということを意味している。
また、国内総生産から消費を引いたものは貯蓄({\displaystyle S})なので、
{\displaystyle Y-C=S}
となり、前述の式は次のように書き換えられる。
{\displaystyle B_{c}=S-I}
すなわち、国内における投資が貯蓄を超える場合には経常収支は赤字となり、貯蓄が投資を超える場合には経常収支が黒字になる。
内需が不足する(貯蓄投資差額{\displaystyle S-I}が増大する)場合には、外需(貿易収支黒字)が増えるという相関関係にある。
つまり、国内が不況になると、貿易収支黒字は増える傾向にある。
不況のために貿易黒字が大きいのであって、貿易収支黒字が大きいから豊かになるわけではない。それが大きくなるのは、国内で生産したものを国内で消費・投資しないためである。国内の供給が国内の需要を上回る結果としてその残りを輸出しているために、貿易収支黒字が増えるわけである。国内で消費し切れば、黒字にはならない。
また、同式は次式のようにも書き換えられる。
{\displaystyle B_{c}=S-I=(Ex-Im)+(G-T)}
但し、{\displaystyle Ex}は輸出を、{\displaystyle Im}は輸入を、{\displaystyle G}は政府支出を、{\displaystyle T}は税収を、それぞれ表す。
経常収支黒字と同額分の(貿易収支黒字+政府財政赤字)が発生する。
なお、貯蓄投資バランスの式は、均衡式であり、実際には国内総生産の水準・為替レート・金利水準等が貯蓄・投資の水準に影響を与えることで変動する。1980年代の日米貿易摩擦に関する議論では、日本の貯蓄率の高さが日本の経常収支黒字の原因である一方でアメリカの貯蓄率の低さと個人消費および政府支出の高さ(政府財政赤字)がアメリカの経常収支赤字の原因ではないか、という議論が展開されていた。

### Jカーブ効果
実質金利が下落(上昇)すると自国通貨の減価(増価)を招き、その進展で当初は循環的貿易収支が赤字(黒字)化しようとするが、それが一定期間を経過すると、それは黒字(赤字)に向かって上昇(下落)する(Jカーブ効果)。
一方で、趨勢的経常収支または貿易収支と実質為替レートには全く関係が無い。
なお、「循環」(短期)とは国内に非自発的失業や遊休設備を持て余している状態を意味し、「趨勢」または「構造」(長期)とは完全雇用状態を意味する。

### 発展段階説
経済の発展段階にともなって、国際収支動向が変化するという説を発展段階説と呼ぶ。
一国の国際収支は、次のようなサイクルを経る。
「成熟」や「未成熟」は当然ながら他国との相対的な見方であって、絶対的な水準を意味しない。
- 未成熟の純債務国

産業が未発達のために貿易収支は赤字で、資本が不足するため海外資本を導入するので資本収支は黒字となる。また、投資収支は赤字となる。
- 成熟した純債務国

比較優位産業(輸出産業)が発達し、貿易収支が黒字化するが、対外債務が残っているために、所得収支の赤字によって結果的に経常収支も赤字となる。
- 純債務返済国

貿易収支の黒字が拡大し、経常収支が黒字に転換する。対外純債務が減少に転じる。これにより資本収支は黒字となる。
- 未成熟な純債権国

対外純債務が減少が進み、その後に債権国となり、所得収支が黒字化する。
- 成熟した純債権国

貿易収支が赤字に転換するが、これまでの対外債権からの収入を有して所得収支が黒字であるために、経常収支は黒字となる。
- 純債権取り崩し国

貿易収支の赤字の拡大に伴って経常収支が赤字化する。同時に、対外純債権が減少する。
発展段階説はあくまで超長期の変化を考察対象としており、年単位で経常収支の推移を追いかける場合には使うべき方法ではない。また、所得収支の黒字が拡大すると、一国の経済規模としては、国内総生産(GDP)よりもそれを含んだ国民総所得(GNI)の方が経済政策の目標としては適切であるという議論が起こっている。

### 国際収支の天井
日本では、第二次世界大戦後の貿易再開から高度成長期にかけて、国際収支の天井と呼ばれる制約に縛られていた。
景気拡張期には、設備投資や消費といった国内需要が旺盛となり、その好景気が続くと輸入が増加し、経常収支が赤字化する。
当時の日本は360円/ドルの固定相場制を執っており、経常収支の赤字が続くと外貨準備が減少する。
さらにその赤字が続けば、外貨準備が枯渇し、円から他通貨への交換に応じられなくなる可能性が高まる。
つまり、固定相場を維持するために経常収支の赤字を放置できなくなる。
こうした理由から外貨準備の減少を阻止するために金融引締め等の景気調整策が執られ、これが原因となって設備投資や在庫投資が停滞し、景気後退へと転じた。
国内の好景気が続くと輸入が増え外貨準備が底を突いてしまうので、経済を引き締めて景気を後退させざるを得なかったのである。
当時の日本の経常収支均衡維持型の運営は、外資を導入しないという選択であり、外資に支配されることを警戒していた。

## 国際収支の動向

### 世界
2006~2008年平均の世界の直接投資受け入れ総額は1990~1992年平均の10倍以上に拡大している。
特に、2001年以降に急激な拡大を続けており、リーマン・ショックの影響で一時的に急減するものの、その後も急拡大を続けている。

### 日本の国際収支と経済政策
日本は1973年2月時点で既に変動相場制へ移行しているために、2000年現在、必然的に資本収支は赤字の状態が続いており、経常収支黒字分を資本収支赤字(証券投資・直接投資)として国外に再投資する格好になっている。2019年現在、日本の経常収支は、第一次所得収支（投資収益）が黒字の大半を占めている状況にあり、貿易で稼ぐ国から投資（特に海外直接投資）で稼ぐ国に変わっている。
- 貿易収支：1980年代初めに第二次オイルショックの影響で赤字になったのを最後に、その後は2007年までは黒字を拡大し続けていた[31]。
- サービス収支：小額の赤字が続いていたが、2019年現在、ほぼ0となっている。
- 第一次所得収支（投資収益）：貿易収支黒字の累積で対外債権の保有が高水準にあることから黒字が続いている。2019年現在、直接投資収益（親会社と子会社との間の配当金・利子等）が増え続けている。

また、2004年に外貨準備増減が大幅黒字を記録したが、円高防止の題目の下に大規模な円売りドル買い介入を行ったことによる。
円高となった要因は予想実質金利差の拡大であり、当然ながら為替介入では円高を抑えることはできなかった。事実、その後の金融緩和によって円高は緩和されていった。詳細は円相場を参照。
なお、2014年現在、増え続けてはいるものの、長期にわたって対内直接投資（海外の企業による日本企業に対する直接投資）は対GDP比で5%以下に留まっている。アメリカ（2013年は29.4%）やイギリス（2013年は63.3%）と比較すると、これは低い水準である。つまり、日本国内の外資系企業は規模が小さいことを意味している。

#### 沿革
1986年に中曽根康弘の私的諮問機関である国際協調の為の経済構造調整研究会が、前川リポートを作成し、日本は内需を拡大させて輸入大国への転換を進めて世界に貢献すると提言した。本件は、小宮隆太郎が辛辣に批判を展開するほどに誤った内容であり、当然ながら達成されなかった。
2003年1月に小泉純一郎が5年間で対日直接投資高を倍増させるという目標を表明し、同年3月に対日投資促進プログラムが策定されている。
2008年に政府は2010年までに対日直接投資残高をGDP比で5%までに倍増させる方針を打ち出している。
2004年から財務省は「大量の発行が見込まれる日本国債を国外投資家にも買って貰おう」という意図で、国外投資家向けの日本国債の投資説明会を始めた。このような活動の結果、外国人投資家による日本国債の保有率は、2004年12月の4.2%から2007年3月には6.3%に上昇した。
2014年3月10日に、財務省はその諮問機関である財政制度等審議会の財政制度分科会で、貿易赤字の拡大を背景に経常収支が年間を通じて赤字化する可能性を指摘し、財政赤字と貿易赤字の双子の赤字に陥るという重商主義の誤謬に陥った懸念を表明している。
政府は、同年中に、対日直接投資推進会議を新設し対日直接投資残高を2020年に35兆円に倍増させる目標に向け体制を整えるとした。
2014年3月3日の参議院予算委員会における甘利明経済再生担当大臣が「経常収支が赤字になると危険信号だ。国内の財政資金を海外に依存しなければならない。国債の評価に影響してくる。」・「経常収支は黒字である方がいいことは間違いない。」と述べている。

## 国際収支に関する議論

### 国際競争力
国際収支に関連する国際競争力という用語は、多くの経済学者によって誤りと指摘されている。

### 重商主義の誤謬
経常収支の黒字を「得」と、赤字を「損」と考えることは、経済学では重商主義の誤謬と呼ばれる。その名は、重商主義にちなんでいる。
ワールドエコノミー研究会は「貿易赤字が定着するということは、日本が貿易で稼げないということを意味するため、貿易赤字は日本経済の分岐点となる大問題である。日本は貿易で稼ぐよりも投資で稼ぐ『投資立国』になっている。日本の所得収支の拡大は経済の成熟ぶりを示すものといえる。」と表明した。
また、内閣府の経済財政諮問会議の専門調査会である「日本21世紀ビジョン」に関する専門調査会が、2030年度の日本は貿易収支は赤字になるが東アジア諸国への直接投資からの収益により所得収支の黒字が拡大しこれまでの「輸出立国」から「投資立国」になる、と予想している。
端的に言えば、重商主義とは、貿易収支黒字至上主義であり、特に変動相場制下では資本収支赤字主義でもある。経常収支の赤字を問題とする向きが多いが、景気が悪化しても黒字になる。つまり、貿易収支黒字を至上とすることは内需の冷え込みを至上とするという視点もある。仮に、国を個々の経済主体(家計・企業・政府)に置き換えて考えても、経常収支は損益という概念とは関係がない。

景気が良くなると、その国の経済の将来性が見込まれ、投資が増大するので、経常収支は赤字化する。。
例えば、第2次安倍内閣以降の日本では、アベノミクスによって貿易収支の赤字化が進んでいるが、その理由は、国内の経済活動の活性化・内需拡大による製品輸入の需要の増加であり、国内産業の空洞化や東日本大震災以降の原子力政策の転換に関連する火力発電用燃料の輸入の急増ではない。
また、財の輸入やサービスの購入が伸び悩んでいることは国際貿易のメリットを享受していないという指摘もある。貿易は競争ではなく、相互に利益をもたらす交換であり、貿易の目的は、輸出ではなく輸入にある。
1776年に既に明らかにされたように、消費こそが全ての生産の唯一の目的であるという見解もある。
他国からは市場が閉鎖的か魅力がないと映る。。
経常収支や貿易収支における黒字・赤字はそれぞれ過剰・過少の意味であって、正確には「貿易収支(経常収支)が黒字化した」、「貿易赤字(経常収支の赤字)が拡大(縮小)した」等の表現となる。

### 双務主義
貯蓄が投資を上回っている国は、それと同額の(経常収支黒字+政府財政赤字)が発生しており、経常収支黒字分だけ国外に資本を投資していることになる。これは、グローバル・インバランス(貯蓄と投資の不均衡)と呼ばれ、国境を越えた資本移動を生み出す要因の一つとして考えられている。
例えば、アメリカの1982年以降における経常収支の赤字は、日本・中国・東アジア諸国等の経常収支黒字でファイナンスされている。
経常収支や貿易収支が均衡しなければならないとする考え方は双務主義(二国間主義)と呼ばれ、マクロ経済学において初歩的な誤りとされている。経常収支や貿易収支の不均衡は、各国を構成する経済主体が最も有利と判断して選択した行動(貯蓄投資バランス)の結果にすぎず、また、たとえ持続的であっても、不利でも不健全でもないとされる。
経常収支赤字が『永遠』に続くと問題となるという意見がある。経常収支赤字は、国の対外資産を減少させるからである。しかし、日本の対外純資産は300兆円なので、仮に5兆円の経常収支赤字でも純債務国になるまで60年かかる。10兆円の経常収支赤字でも30年である。
これには、以下のような点が誤りとして指摘される。
- 対外資産(グロス)と対外純資産(ネット)を混同している。
  - 経常収支赤字で対外純資産は減少するが、対外資産は減少しない。変動相場制下では経常収支赤字と同額の資本収支黒字が発生しており、国外から投資資本が集まっているだけである。
- 対外純資産について、国と政府を混同している。
  - 確かに経常収支は自国の対外純資産の残高の変化を示す[11][12]。ただし、その債務超過と恐慌は無関係である。
  - 国の対外純資産や経常収支赤字の継続が長期・超長期にわたっても経済成長が続いている国は珍しくない。例えば、カナダは、100年以上にわたってほとんどの年で経常収支の赤字が発生しているが、経済成長を続けている[6]。

また、日本国外からの投資の増加は、配当金の支払いの増加を通して、日本の所得収支の悪化に繋がるという見解がある。これによれば、日本が蓄えてきた富が海外に流出して、為替市場で円安が進み、最終的に日本経済の活力が失われ、国民の経済活動が不安定化することになりかねない。経常収支がマイナスになると国民が受け取る所得が減少して、貿易赤字の拡大等の理由によって国民総所得(GNI)が減少局面を迎えて個人所得も減少する可能性が高まる。中長期的にGNIが減少傾向をたどれば貯蓄を取り崩すことを続けることはできない。結果的に、支出を切り詰めて生活水準が下がるという意見である。
これには、以下のような点が誤りと指摘されている。
- 資本収支の黒字は自国内に投資マネーが集まることであり、自国通貨への需要の増大を意味する。
  - 自国が海外投資してきた資本が資本収支の黒字と相殺されて消滅する訳ではない。
- 趨勢的貿易収支と実質為替レートには関係が無い[6]。
- 事実として、変動相場制下にある日本では、第2次安倍内閣以降のアベノミクスによって、貿易収支の赤字化(所得収支の赤字化ではない)と表裏一体で資本収支の黒字化が起こっていた[55]。

### 保護貿易主義
現代においても、貿易に輸入障壁を設けて貿易収支黒字を「稼ぐ」という考え方(保護貿易主義)がある。これについては、変動相場制下ではそのような理屈は成り立たないとされている。仮に貿易収支黒字を生み出せても、通貨高となるために、それは人為的に無くなる。変動相場制では、貿易障壁の変化の結果は、趨勢的な交易条件に影響を及ぼすのであって、貿易収支には為替レートの変化で相殺されるので影響を与えない。経常収支や貿易収支で市場閉鎖性を問題とする論は的外れとされる。
また、固定相場制を導入した上で保護貿易(重商主義政策)を行っても、アダム・スミスが証明したように、経済発展(労働生産性上昇)には繋がらない。